# Onești, Iași
Onești este un sat în comuna Plugari din județul Iași, Moldova, România.

## Personalități locale
- Theodor Dimitrie Speranția (n. 1856 - d. 1929), scriitor, folclorist, membru al Academiei Române.